# 岡山県道421号総社停車場線
岡山県道421号総社停車場線（おかやまけんどう421ごう そうじゃていしゃじょうせん）は、岡山県総社市を通る一般県道である。

## 概要
総社市において駅前一丁目から真壁を結ぶ。

### 路線データ
- 起点：岡山県総社市駅前一丁目（JR西日本伯備線・吉備線〈桃太郎線〉・井原鉄道井原線 総社駅東口）
- 終点：岡山県総社市真壁（ウィングバレイ前交差点、国道486号交点）
- 総延長： 1.5 km[要出典]
- 実延長： 1.8 km [注釈 1][1]

## 路線状況

### 重複区間
- 岡山県道469号倉敷総社線（総社市駅前二丁目 - 総社市真壁、延長： 376 m[要出典] ）

### 道路施設
- 真壁跨線橋（延長： 192 m 、幅員： 12.0 m ）[2]

## 地理

### 通過する自治体
- 岡山県
  - 総社市

### 交差する道路
| 交差する道路                         | 交差する場所 | 交差する場所                  |
| ------------------------------------ | ------------ | ----------------------------- |
| 岡山県道469号倉敷総社線 重複区間起点 | 駅前二丁目   |                               |
| 岡山県道469号倉敷総社線 重複区間終点 | 真壁         |                               |
| 国道486号                            | 真壁         | ウィングバレイ前交差点 / 終点 |

### 交差する鉄道
- JR西日本伯備線・井原鉄道井原線

### 沿線
- JR西日本伯備線・吉備線（桃太郎線）・井原鉄道井原線
  - 総社駅
- アサヒ飲料岡山工場（旧カルピス岡山工場）
- 一級河川高梁川水系 高梁川